# 小行星1990
小行星1990（1990 Pilcher）是一颗围绕太阳公转的小行星。1956年3月9日，卡爾·威廉·萊茵姆特在海德堡发现了此天体。
該小行星以美國天文學家弗雷德里克·皮爾切命名。
这颗小行星的绝对星等为11.96745197744208等。